# 圣若望·玛利亚·维雅纳堂
圣若望·玛利亚·维雅纳堂（義大利語：Chiesa di San Giovanni Maria Vianney）是一座罗马天主教教堂，位于意大利罗马Borghesiana区的largo Monreale。
该堂建于1980年代，以取代建于1952年的老教堂，1990年11月4日由Ugo Poletti 枢机祝圣；供奉圣若望·玛利亚·维雅纳。 
堂区由Clemente Micara枢机创立于1963年7月26日，最初交给Istituto del Prado，1974年交给特雷維索教区神父，1999年交给罗马教区神父。1983年2月27日，若望保禄二世访问该堂。现任本堂神父是 Marco Gandolfo蒙席。
2012年2月18日，教宗本笃十六世将该堂封为领衔堂区，现時領此堂區司铎銜的枢机是莱内·玛利亚·沃尔基。